# Frithiof Nevanlinna

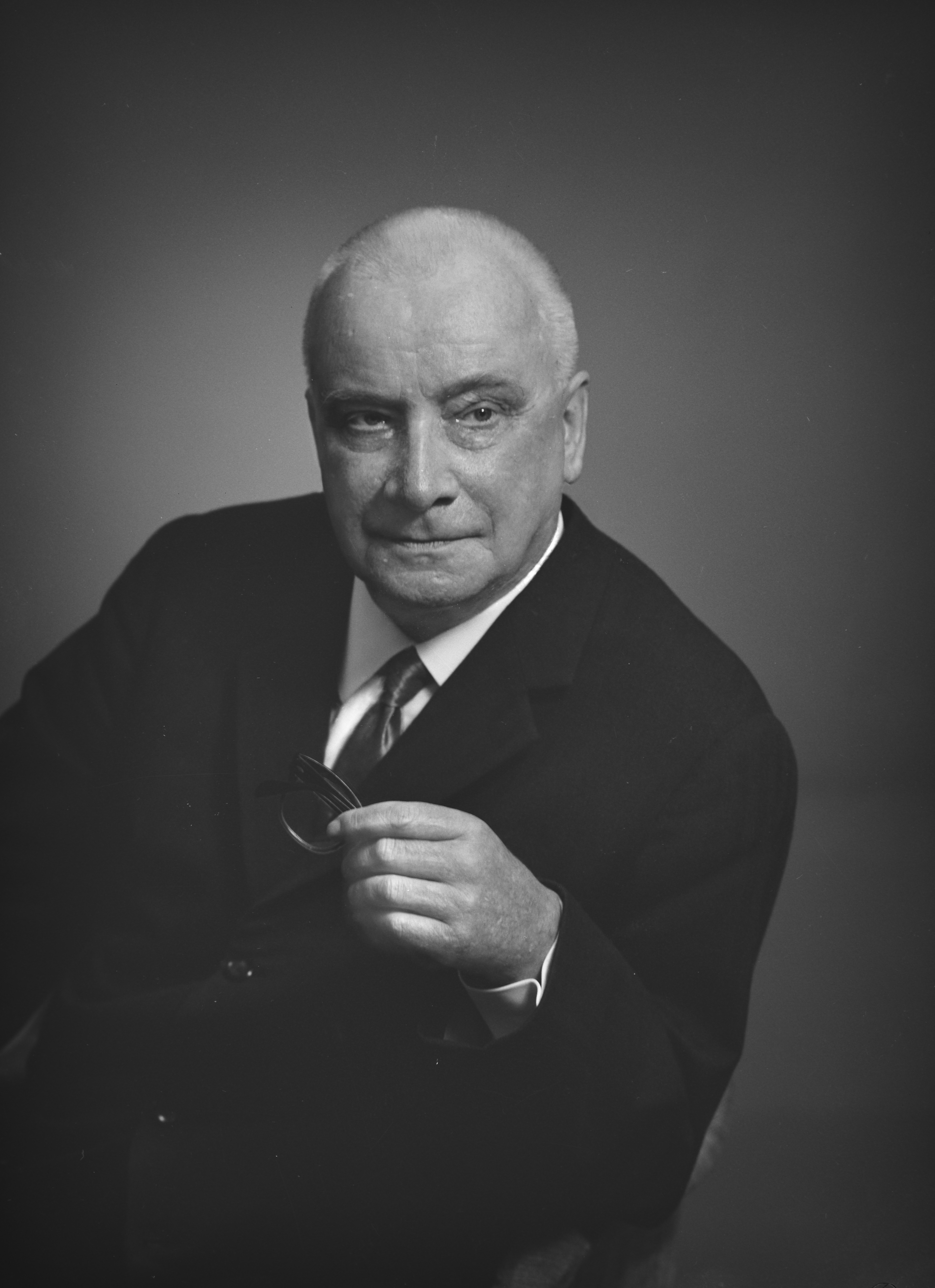
Frithiof Nevanlinna år 1964.

Frithiof Edvard Henrik Nevanlinna, till 1906 Neovius, född 16 augusti 1894 i Joensuu, död 20 mars 1977 i Helsingfors, var en finländsk matematiker. Han var son till Otto Nevanlinna, bror till Rolf Nevanlinna och far till Veikko Nevanlinna, som alla ägnade sig åt matematik.
Nevanlinna blev filosofie doktor 1919. Han var 1918–1930 chefsmatematiker vid livförsäkringsbolaget Salama, 1932–1949 vd för försäkringsbolaget Pohjola och 1950–1962 professor i matematik vid Helsingfors universitet. I likhet med brodern Rolf var han en framstående funktionsteoretiker. Professors titel erhöll han 1944.

## Utmärkelser
- Kommendörstecknet av Finlands Vita Ros’ orden[1]

[Redigera Wikidata]